# Naturschutzgebiet Moorbirkenbruch am Gemeinheitskopf (Bestwig)
Das Naturschutzgebiet Moorbirkenbruch am Gemeinheitskopf mit einer Größe von 3,7 ha liegt im Arnsberger Wald im Gemeindegebiet von Bestwig. Das Gebiet wurde 2008 mit dem Landschaftsplan Bestwig durch den Hochsauerlandkreis als Naturschutzgebiet (NSG) ausgewiesen. Auf Stadtgebiet von Meschede liegt das gleichnamige Naturschutzgebiet, das praktisch in der Mitte durch die kommunale Grenze geteilt wird.

## Gebietsbeschreibung
Beim NSG handelt es sich um einen Moorbirkenbruch. Auf dem Standort eines gefällten Rotfichtenwaldes hat sich durch natürliche Sukzession ein Schwarzerlenbestand entwickelt. Im NSG gibt es große Bereiche mit Torfmoos. Im NSG kommen seltene Tier- und Pflanzenarten vor.

## Schutzzweck
Das NSG soll den Bruch mit seinem Arteninventar schützen.
Wie bei allen Naturschutzgebieten in Deutschland wurde in der Schutzausweisung darauf hingewiesen, dass das Gebiet „wegen der Seltenheit, besonderen Eigenart und Schönheit des Gebietes“ zum Naturschutzgebiet wurde.